# Весеннее
Весеннее — село в Усть-Абаканском районе Хакасии, расположено в 80 км на юго-запад от райцентра — пгт Усть-Абакан.
Расположено на р. Уйбат. Расстояние до ближайшей ж.-д. ст.Капчалы — 3 км. Число хозяйств — 398, население — 1141 чел. (01.01.2004).
Основано в марте 1954 году. Первоначальное название — «Целина» — дано в связи с освоением целинных и залежных земель в Хакасии. Имеются средняя общеобразовательная школа, библиотека.

## История
В 1965 г. Указом Президиума ВС РСФСР село центральной усадьбы Абаканского овцеводческого совхоза переименовано в Весеннее.

## Население
| 2002 | 2010 |
| ---- | ---- |
| 1071 | ↘725 |

## Весененский совхоз
Организован в марте 1954 как целинный зерносовхоз «Абаканский», в состав которого был передан Капчалинский кормосовхоз «Тувазаготскот». Центральная усадьба расположена на ст. Капчалы. Имел 11 тракторно-полеводческих бригад. В целинные годы урожайность зерновых составляла от 14 до 20 ц/га. Имея более 300 тракторов, целинники распахали 32 тыс. га целинных земель. В 4-х селах совхоза было построено более 150 домов. Переименован в совхоз «Весененский» в 1976. Основная отрасль — овцеводство. Земельный фонд 63 524 га, в том числе 19 980 га пашни. Поголовье в период становления хозяйства — 1748 голов крупного рогатого скота, в том числе коров — 621 голов, 36 727 овец, 625 свиней, 8021 птицы, надой от коровы составил 698 кг, настриг шерсти — 2,15 кг с овцы в год. В 1988 году урожайность зерновых составляла 9,3 ц/га, надой от фуражной коровы — 2103 кг, настриг шерсти с овцы — 4,6 кг. Во время освоения целинных земель х-во было высокорентабельным, 100 первоцелинников было удостоено высоких правительственных наград, в том числе 5 человек — награждены орденом Ленина.
В 1992 году совхоз «Весененский» реорганизован в АОЗТ «Весененское», в 2002 реорганизован в сельскохозяйственный производственный комплекс «Целинник».